# Ona Zee

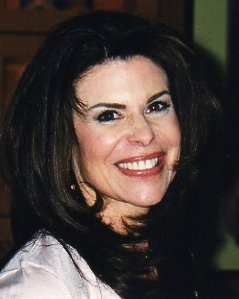
Ona Zee (2000)

Ona Zee (* 3. März 1954 in Los Angeles als Ona Zimmerman; auch bekannt als Joanna Collins, Ona Simms und Ona Simms Wiegers) ist eine US-amerikanische Pornodarstellerin, -produzentin und -regisseurin.
Zee arbeitete zunächst als Tänzerin und trat 1985 erstmals in einem Pornofilm auf. Mittlerweile besitzt sie ihre eigene Video-Firma, produziert und führt Regie. Im Laufe ihrer Karriere drehte sie ca. 150 Filme als Darstellerin und ca. 10 als Regisseurin.
1990 begann Ona, zusammen mit ihrem Mann Frank Zee ihre eigene Produktionsfirma aufzubauen. Sie hat sich im Bondage-Bereich einen Namen gemacht.
Zee war zweimal verheiratet und wurde in die AVN Hall of Fame aufgenommen.

## Auszeichnungen
- 1989 AVN Award "Best Actress – Film" (Portrait of an Affair)
- 1992 AVN Award "Best Actress – Video" (Starlet)
- 1993 AVN Award "Best Supporting Actress" (Secret Garden 1 and 2)
- 2000 Hot d’Or d'Honneur
- Mitglied der AVN Hall of Fame